# Hrabstwo Wichita (Kansas)

Piramida wieku hrabstwa

Hrabstwo Wichita – hrabstwo położone w Stanach Zjednoczonych, w stanie Kansas, z siedzibą w mieście Leoti. Założone 24 grudnia 1886 roku. Hrabstwo należy do nielicznych hrabstw w Stanach Zjednoczonych należących do tzw. dry county, czyli hrabstw gdzie decyzją lokalnych władz obowiązuje całkowita prohibicja.

## Miasto
- Leoti
- Marienthal (CDP)

## Sąsiednie Hrabstwa
- Hrabstwo Logan
- Hrabstwo Scott
- Hrabstwo Kearny
- Hrabstwo Hamilton
- Hrabstwo Greeley
- Hrabstwo Wallace